# Bergera
Bergera é um género botânico pertencente à família Rutaceae.